# Chambre des horreurs

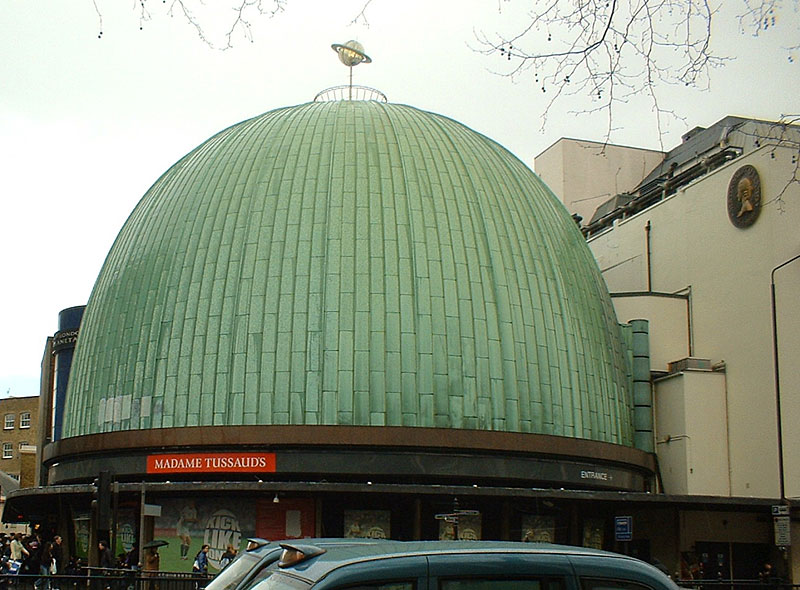
Musée de cire de Madame Tussauds et Planétarium, Londres.

La Chambre des Horreurs (en anglais Madame Tussaud's Chamber of Horrors) est un salle d'exposition permanente au musée de Madame Tussauds de Londres, présentant des statues de cire de meurtriers et d'autres figures historiques tristement célèbres. La galerie se présente d'abord comme un "salle séparée" lors de l'exposition réalisée par Marie Tussaud en 1802, et devient rapidement un succès en raison de sa muséographie, préférant la mise en scènes de personnages historiques et d'artefacts plutôt que des malformations ou « monstruosités de la nature », populaires dans les céroplasties d'époque. La salle est fermée en avril 2016, et réouvre 6 ans après en octobre 2022.

## Débuts

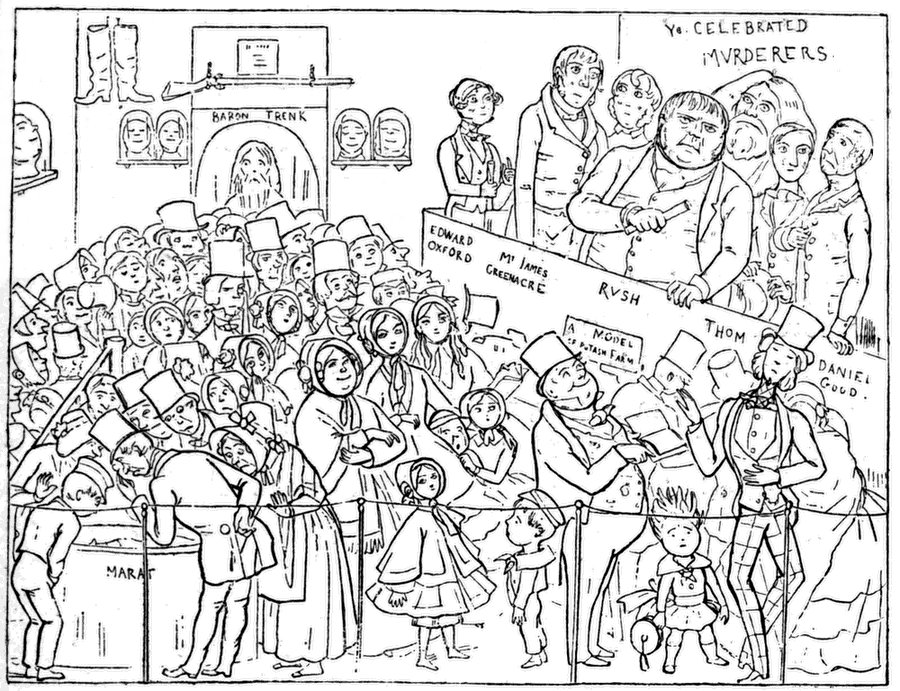
La chambre des horreurs en 1849, par Richard Doyle.

Précédant la "Chambre des Horreurs", on retrouve à Paris, en 1782, la "Caverne des Grands Voleurs", conçue par l'anatomiste et sculpteur de cire Curtius en complément de son exposition principale de cires. Curtius y présente notamment des figures historiques de criminels français ayant été exécutés, ainsi que des membres de la famille royale et de l'aristocratie française guillotinés pendant la Révolution.
A sa mort, en 1794, Curtius lègue sa collection d’œuvres en cire à son apprentie et élève Marie Tussaud. Quand cette dernière arrive à Londres en 1802 pour exposer ses oeuvres au Lyceum Theatre, elle rapporte certaines des pièces de la collection de Curtius avec elle, et les installe dans une "salle séparée"; cette séparation entre les différentes pièces (classiques et macabres) se maintient tout au long de sa tournée d'exposition. Les pièces présentées à l'époque incluaient une tête de Louis XVI et de Marie-Antoinette, ainsi que Madame du Barry, Marat, Robespierre, Hébert, Carrier et Fouquier-Tinville, ainsi que le modèle d'une guillotine, une maquette de la Bastille, et une momie égyptienne issue de la collection de Curtius.

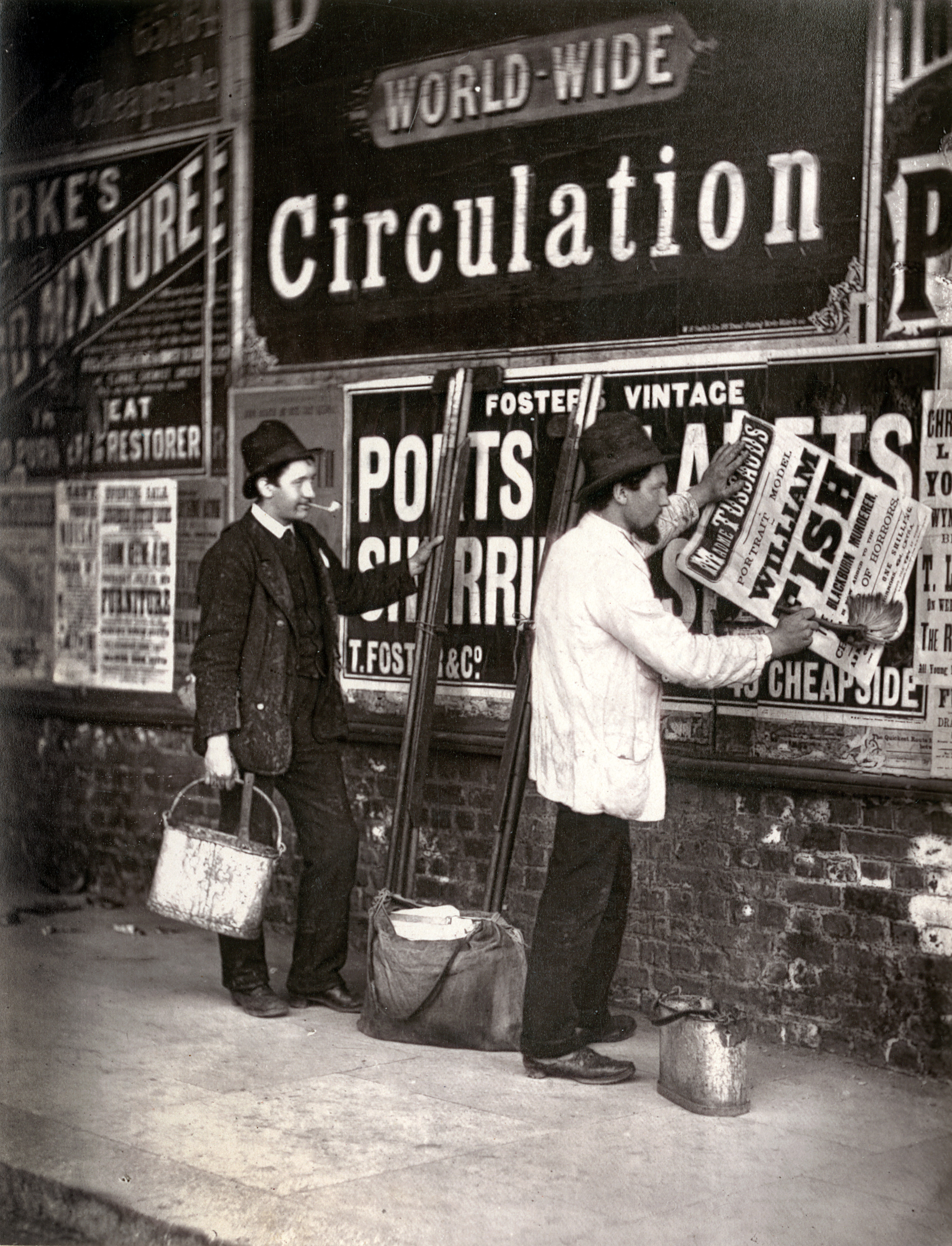
Londres, 1877 : un homme colle une affiche publicitaire pour « La Chambre des Horreurs ».

En 1835, Marie Tussaud met en place une exposition permanente à Londres, et la "Salle Séparée" est rebaptisée "Chambre des Horreurs". A cette époque, on trouvait les figures en cire du Colonel Despard, d'Arthur Thistlewood, de William Corder et de Burke and Hare, en plus des figures citées précédemment.
Le nom "Chambre des Horreurs" est souvent attribué à un commentaire du Punch en 1845, mais Marie Tussaud semble pourtant bien en avoir été à l'origine, utilisant la formulation à des fins publicitaires dès 1842.
Pour visiter la "pièce séparée", les visiteurs doivent payer un sixpence supplémentaire.
En 1886, on y retrouve également les sculptures des meurtriers James Bloomfield Rush, Charles Peace, William Marwood, Percy Lefroy Mapleton, Mary Ann Cotton, Israel Lipski, Franz Muller, William Palmer et Marie Manning.
D'autres expositions par la suite ont inclus les figures de George Chapman, John Christie, William Corder, Dr Hawley Harvey Crippen, Colonel Despard, John Haigh, Neville Heath, Bruno Hauptmann, Henri-Désiré Landru, Charles Manson, Florence Maybrick, Donald Neilson, Dennis Nilsen, Mary Pearcey, Herbert Rowse Armstrong, Buck Ruxton, George Joseph Smith et Arthur Thistlewood,.

## La Chambre
La Chambre se trouve au sous-sol du bâtiment, et inclut les têtes en cire ou masques mortuaires de victimes de la Révolution, modelées par Marie Tussaud au temps de leur exécution, ou des figures plus récente de meurtriers, conspirateurs et empoisonneurs.
La Chambre des Horreurs est rénovée en 1996, pour un coût de $1.5 million. La nouvelle scénographie remet en lumière une histoire du crime et des châtiments sur une période de 500 ans, incluant des objets issus de la prison de Newgate et des répliques d'instruments de torture présentées dans une mise en scène immersive, avec une bande sonore de gémissements et de cris.
Une innovation récente est l'ajout d'acteurs, maquillés et costumés de manière effrayante, destinés à faire sursauter les visiteurs et à les entraîner dans des couloirs sombres et des cellules dans lesquelles se trouvent des figures de cire, ou des portes entrouvertes, pour donner l'impression qu'un dangereux maniaque est en liberté. Parmi les personnages historiques présentés, on retrouve Vlad l'Empaleur, Genghis Khan, Guy Fawkes et Adolf Hitler. A l'origine, il n'y avait pas de figure de Jack l’Éventreur dans la Chambre des Horreurs, en accord avec le souhait de Marie Tussaud de ne jamais modeler une personne dont le visage est inconnu. Jusqu'en 2022, Jack est représenté sous la forme d'une ombre.
L'exposition est facultative, et n'est pas recommandée aux jeunes enfants, personnes enceintes, personnes non majeures ou ayant des problèmes cardiaques ou une sensibilité à la lumière stroboscopique.
Le 11 avril 2016, la Chambre est fermée et remplacée par une nouvelle attraction sur le thème de Sherlock Holmes, la "Sherlock Holmes Experience". Cependant, la Chambre rouvre en octobre 2022, et présente des figures comme les jumeaux Kray, John Christie, John Haigh, Dennis Nilsen, Ruth Ellis et Aaron Kosminski, suspect dans l'affaire de Jack l’Éventreur, ainsi que les masques mortuaires de Louis XVI, Marie Antoinette, Robespierre, Carrier et Hébert. Une lame de guillotine est également présentée.

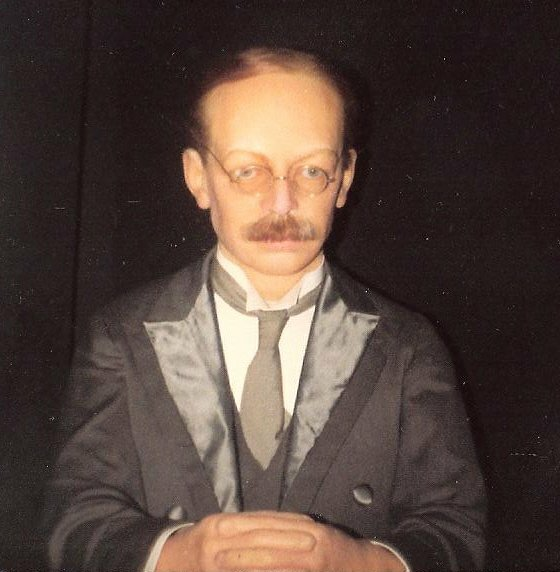
Figure de cire de Hawley Harvey Crippen.
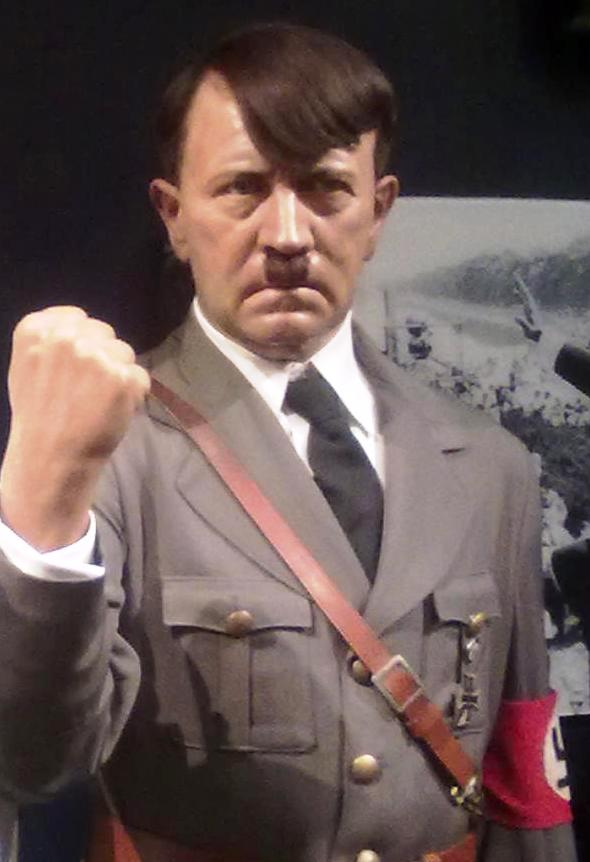
Figure de cire de Adolf Hitler.
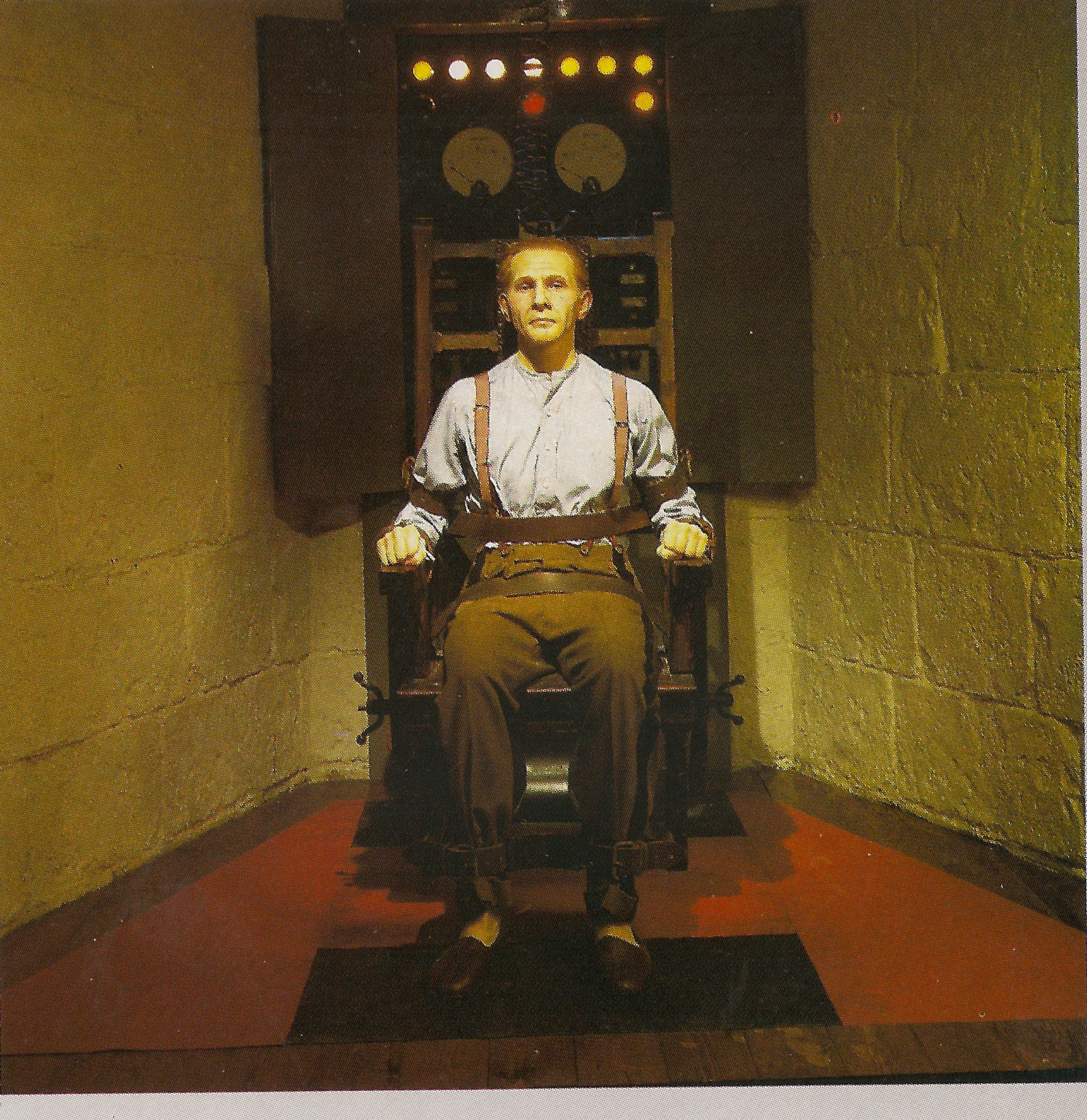
Figure de cire de Bruno Richard Hauptmann sur une chaise électrique.
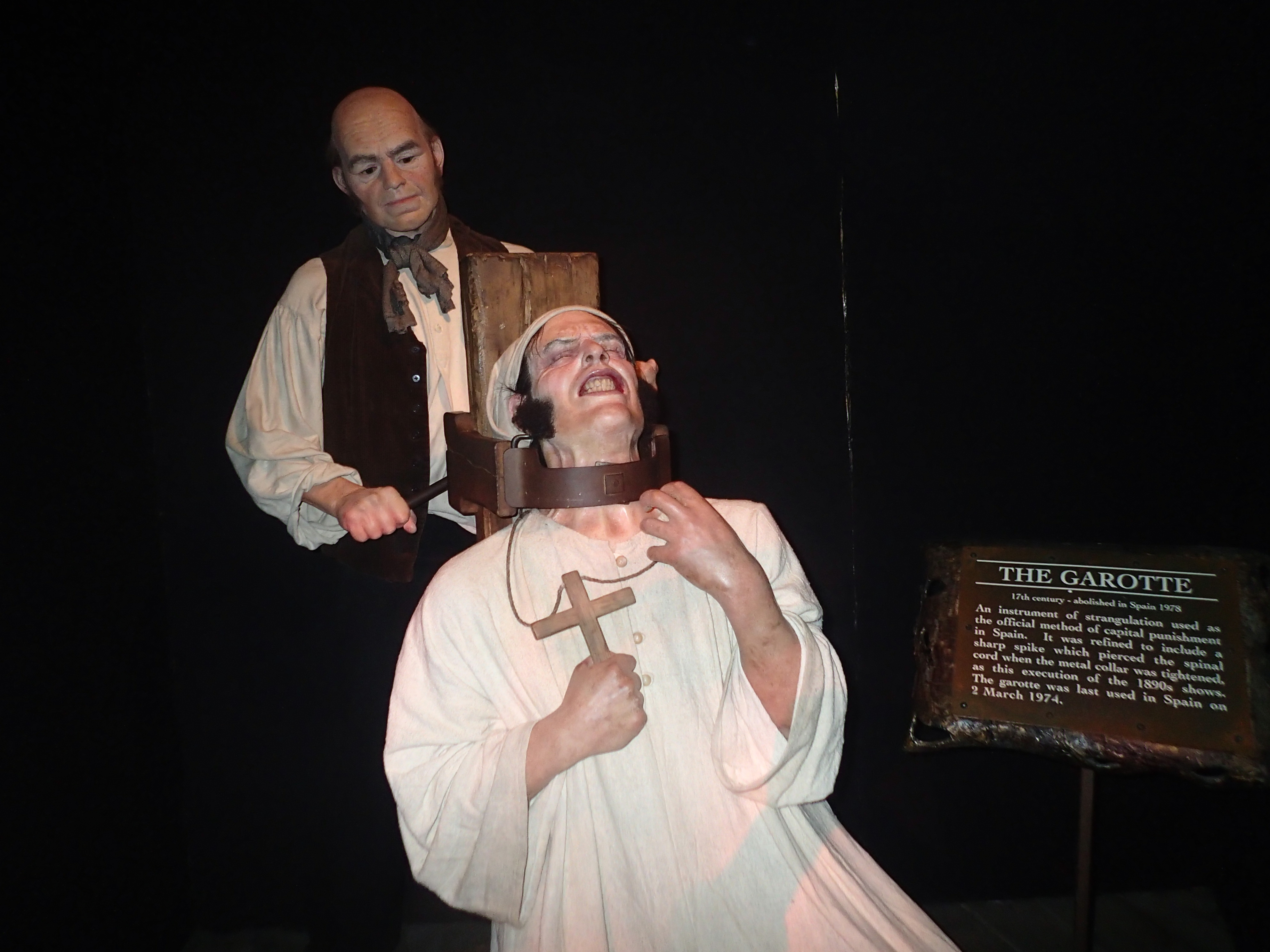
Lacet étrangleur.
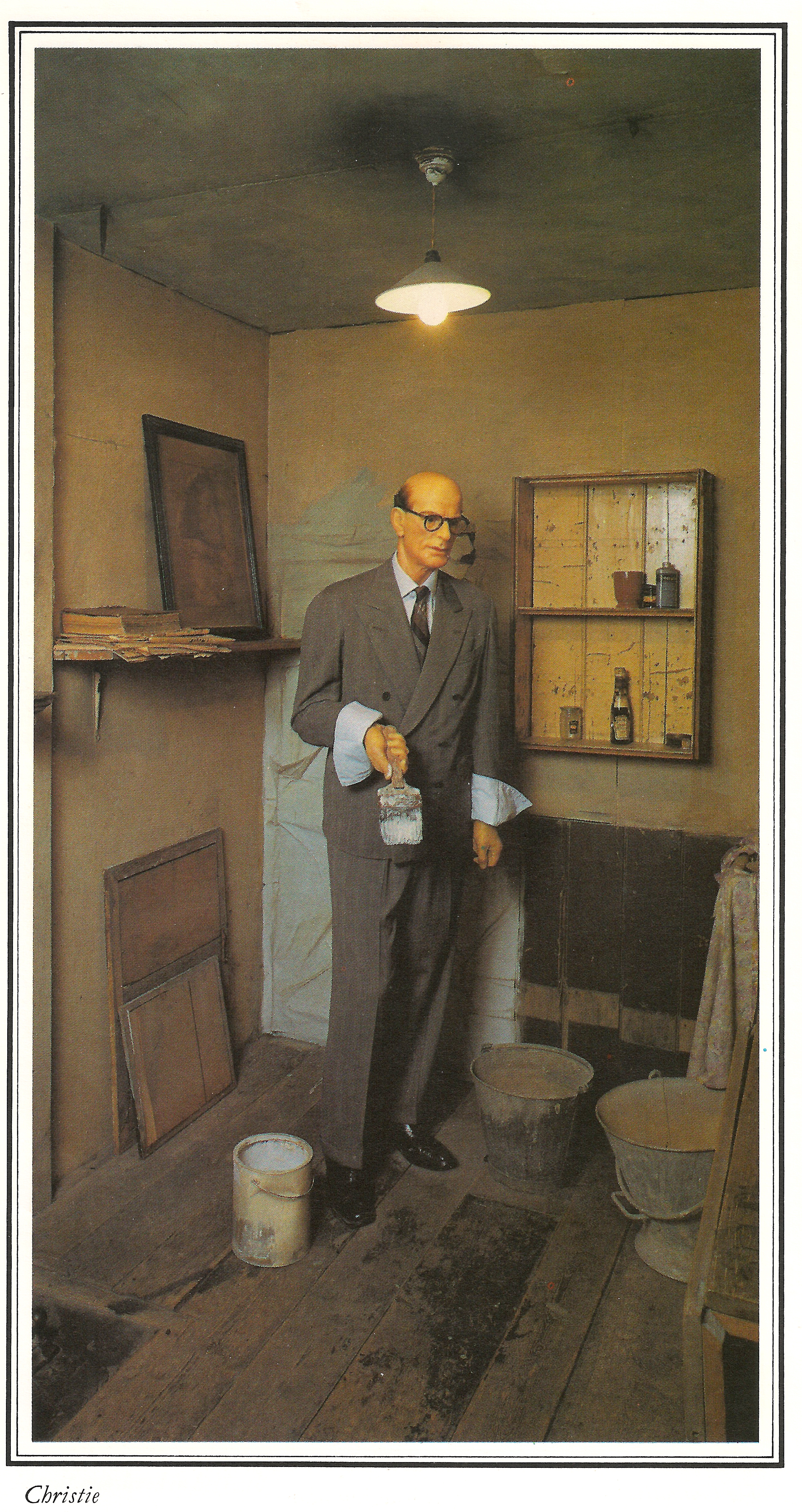
Figure de cire du tueur en série John Reginald Christie.
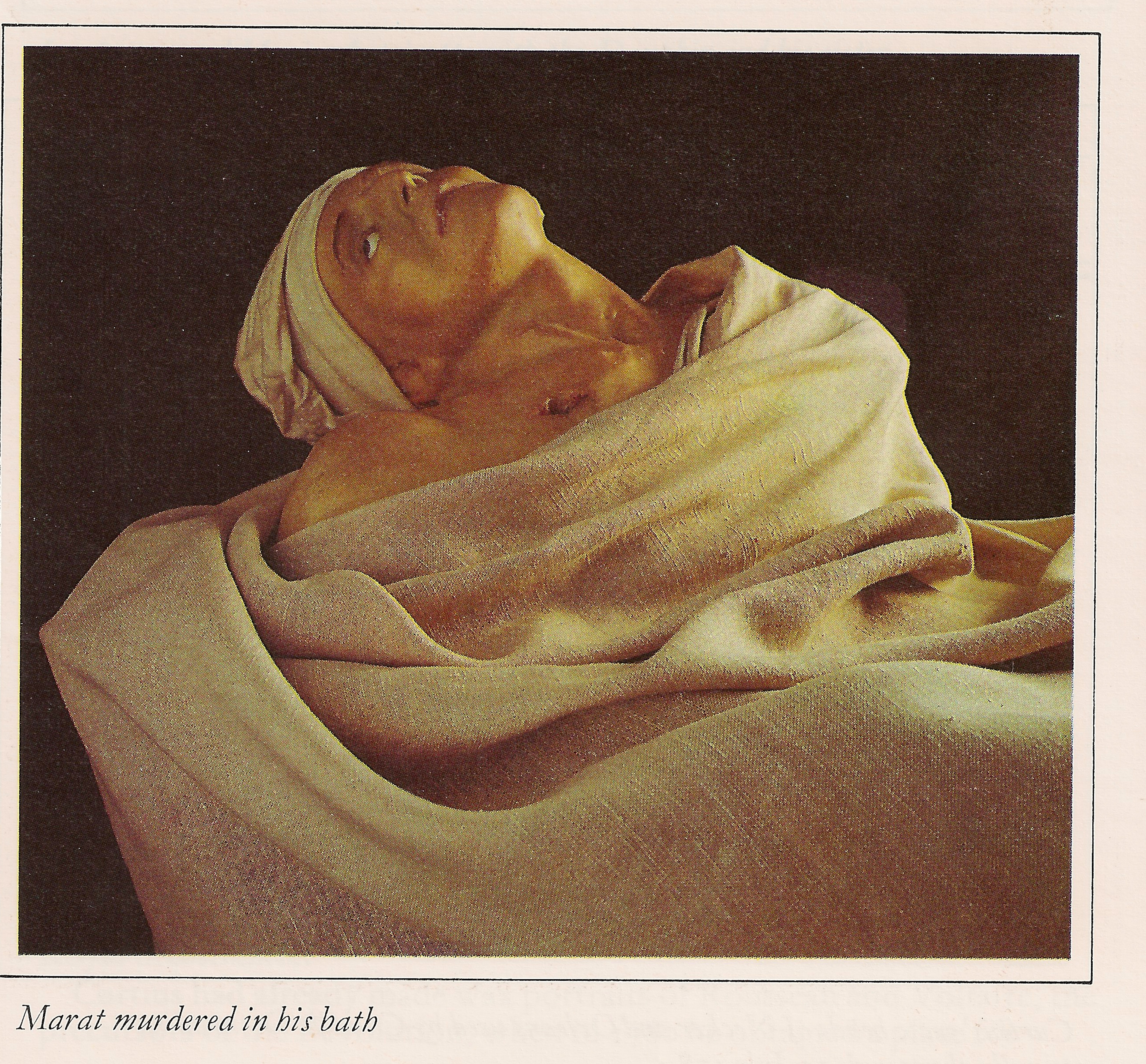
Figure de cire de la mort de Jean-Paul Marat.